# Prostaglandin-D2-Rezeptor
Der Prostaglandin-D2-Rezeptor, kurz DP-Rezeptor, ist ein G-Protein-gekoppelten Rezeptor, der in der Zellmembran verankert ist. Nach Bindung von Prostaglandin D2 an die extrazelluläre Domäne, aktiviert das an die intrazelluläre Domäne gebundene Gαs-Protein die Adenylatcyclase, das zu einem Anstieg von cAMP in der Zelle führt.
Der DP-Rezeptor findet sich vor allem im Gehirn, der Retina, einigen Zellen der glatten Muskulatur (Bronchien, Dünndarm) und in Blutplättchen. Mutationen im PTGDR-Gen sind mit asthmatischen Symptomen assoziiert.